# ولسوالی نسی
ولسوالی نسی یا ولسوالی درواز بالا یکی از ۲۸ ولسوالی‌‌‌‌ ولایت بدخشان، به مرکزیت شهر نسی در شمال شرقی افغانستان است. نسی از ولسوالی‌های درجه دوم ولایت بدخشان بوده، پهناوری آن ۱۰۴۰ کیلومتر مربع است و با ۲۶٬۱۷۳ نفر جمعیت در سال ۱۳۹۹، پر جمعیت‌ترین ولسوالی ولایت بدخشان می‌باشد.
این ولسوالی ولسوالی «درواز» قدیم بوده که بعد ازین که مرز دریای آمو گرفته شد و این ساحه مربوط افغانستان در سال ۱۸۹۶ گردید بحیث یک ولسوالی تشکیل گردید و بعد در سال ۱۳۷۴ دو ولسوالی دیگر به نام شکی و درواز پایان (مایمی) از این ولسوای جداشدند.
جمعیت این ناحیه نزدیک به ۲۷٬۰۰۰ نفر اعلام شده‌است. این ولسوالی با ولسوالی‌های شکی، کوف‌آب، مایمی و با ناحیهٔ درواز ولایت مختار کوهستان بدخشان، تاجیکستان هم‌مزر می‌باشد.
دهکده های مشهور این ولسوالی عبارت اند از دهکده شاخدره(ارگس، غومی، وراشان) زغر، جوی(درجوی، سرجوی)دوآب و جامرچ که در زیبا و آب و هوای مناسب شهرت به سزای دارند. این منطقه در گذشته، جز از پادشاهی مستقل دروازها و با سقوط پادشاهی مستقل بخشی از پادشاهی نیمه‌خودسالاری امارت بخارا، با فرمانروایی میر بود.

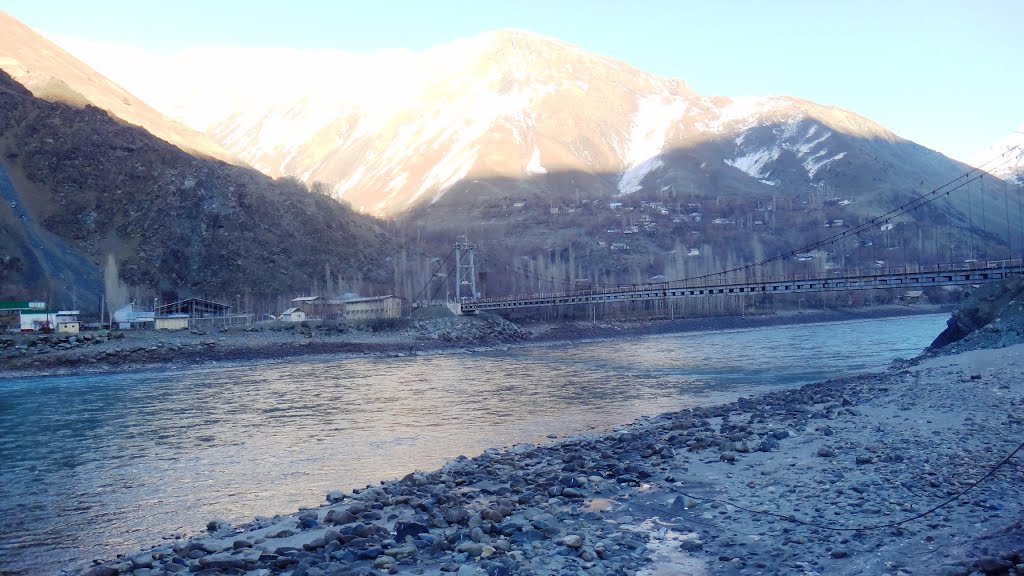
پل دوستی میان افغانستان و تاجیکستان در منطقه درواز: قلعه خمب، نسی